# Narodni park Fudži-Hakone-Izu
Narodni park Fudži-Hakone-Izu (富士箱根伊豆国立公園, Fudži-Hakone-Izu Kokuricu Kōen) je narodni park v prefekturah Jamanaši, Šizuoka in Kanagava ter v zahodni metropoli Tokio na Japonskem. Sestavljajo ga gora Fudži, pet jezer Fudži (jezero Motosu, Šoji, Saiko, Kavaguči, Jamanaka), Hakone, polotok Izu in otočje Izu, mokrišče Odagaki, Aokigahara in jezero Tanuki. Narodni park Fudži-Hakone-Izu obsega 1227 kvadratnih kilometrov. V skladu z zakonom o naravnih parkih se posebej pomembna območja znotraj območij imenujejo »posebna varstvena območja«.
Namesto da bi bil določena točka, je park zbirka razpršenih turističnih krajev, ki so posejana po regiji. Najbolj oddaljena točka na jugu, otok Hačidžō-džima, je nekaj sto kilometrov od gore Fudži. Park vključuje različne geografske značilnosti, vključno z naravnimi vročimi vrelci, obalami, gorskimi območji, jezeri in več kot 1000 vulkanskimi otoki. Vegetacija v parku sega od vrst gorskih dreves do subtropske vegetacije otokov Izu.
rod parkov, ustanovljenih na Japonskem. Leta 1950 so bili parku dodani otoki Izu in njegovo ime se je spremenilo v sedanjo oznako. Zaradi bližine tokijske metropole in enostavnega prevoza je najbolj obiskan narodni park na vsej Japonski.
Bližnja mesta so Odawara, Fudži, Minami Ašigara in Numazu.

## Zgodovina parka
- 1. februarja 1936 je bil imenovan za narodni park Fudži-Hakone skupaj z narodnim parkom Tovada (zdaj narodni park Tovada-Hačimantai), narodnim parkom Jošino-Kumano in narodnim parkom Daisen (zdaj narodni park Daisen-Oki).
- 15. marca 1955 je bilo vključeno območje polotoka Izu in ime je bilo spremenjeno v sedanje.
- 7. julija 1964 je bil vključen kvazi-narodni park Izu Šičito (določen 1. aprila 1955), ki je bil obsegal območje otokov Izu.
- 30. marca 2017 je bilo v okviru 80. obletnice določitve narodnega parka Fudži-Hakone-Izu izbranih 100 prizorov z goro Fudži.[4]

## Območje parka in znamenitosti
Sestavljajo ga vulkanski vrh gore Fudži, pet jezer Fudži, Hakone, polotok Izu z vulkanom Amagi in otočje Izu. V bližini so mesta Odavara, Fudži in Numazu. Naravne znamenitosti v nacionalnem parku so med drugimi slap Širaito (白糸ノ滝, Širato no Taki), ki je tudi eden izmed 100 največjih slapov na Japonskem, in Taro-Sugi (太郎杉), znano drevo japonska kriptomerija (Cryptomeria japonica) v Izuju v prefekturi Šizuoka, ki je po ocenah staro več kot 450 let.
- Fudži in pet jezer Fudži
- Slapovi Širaito
- Jezero Aši (Aši-no-ko)
- Gora Ōmuro
- Obala Jogasaki
- Izu Ōšima
- Igrišče na območju parka
- Podvodni poštni predal za potapljače.

Narodni park Fudži-Hakone-Izu je razdeljen na štiri splošna območja:
1. Območje gore Fudži
- gora Fudži
- slapovi Širaito
- pet jezer Fudži
- Aokigahara
- jezero Tanuki

2. Območje Hakone
- Stara cesta Tokaido
- Hakone - botanični vrt mokrišč
- jezero Aši[5]
- Ovakudani - vulkanska dolina z aktivnimi žveplovimi vrelci in vročimi vrelci
- Hakone park

3. Polotok Izu
- gora Amagi
- vroči vrelci Atami
- Atagava - tropski in vrt aligatorjev
- obala Jogasaki

4. Otoki Izu
- Izu Ōšima
- To-šima
- Nii-džima
- Šikine-džima
- Kōzu-šima
- Mijake-džima
- Mikura-džima
- Hačidžō-džima

Otoki Izu so tudi priljubljena destinacija za potapljanje.

## Rastlinstvo in živalstvo
Otoki Izu privabljajo številne ptice selivke. So tudi dom nekaterih ogroženih, endemičnih vrst, kot sta drozg Izu ali penica Idžima (Phylloscopus ijimae).